# جزيرة كواندا

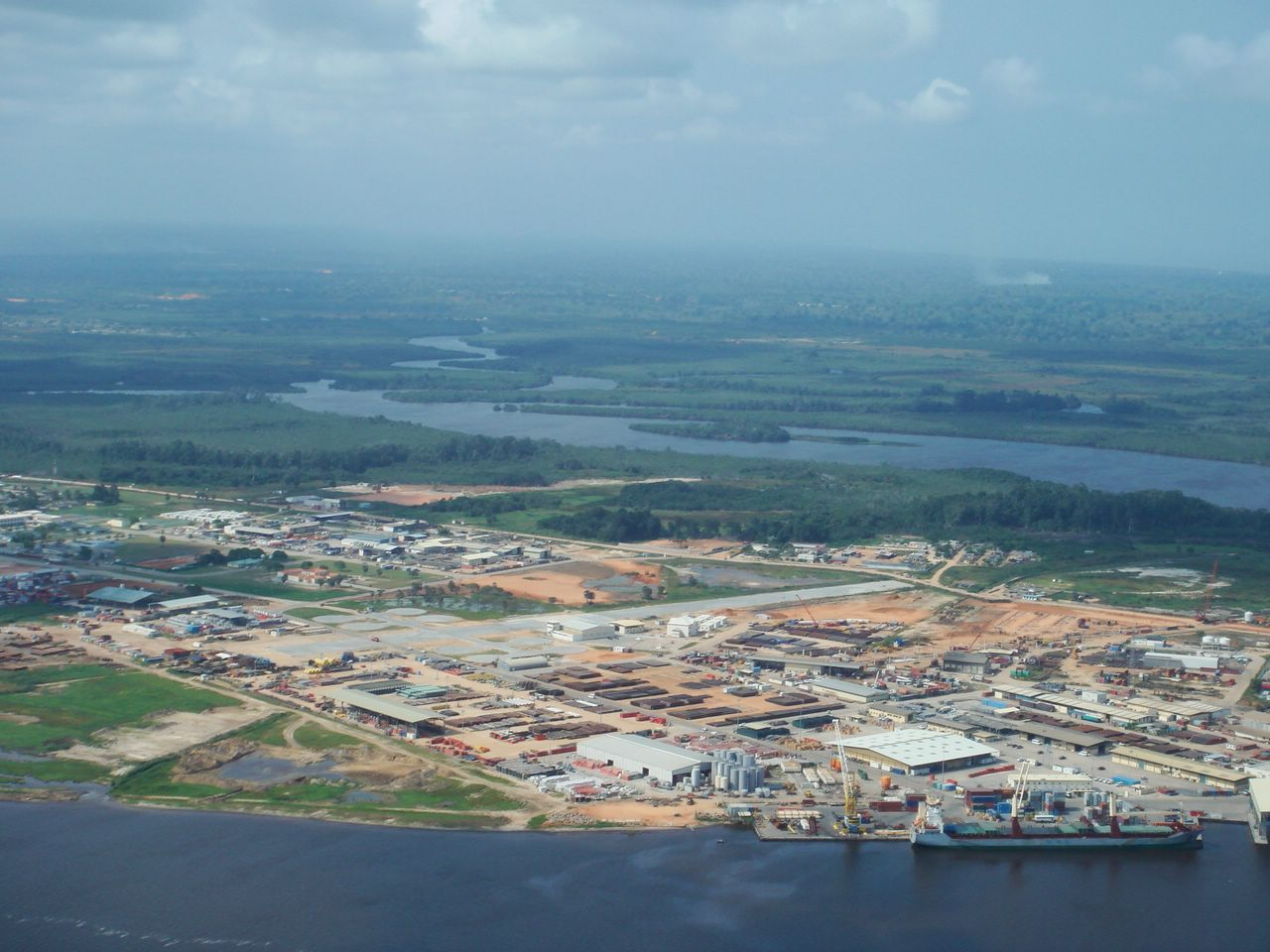
قاعدة كواندا سويو

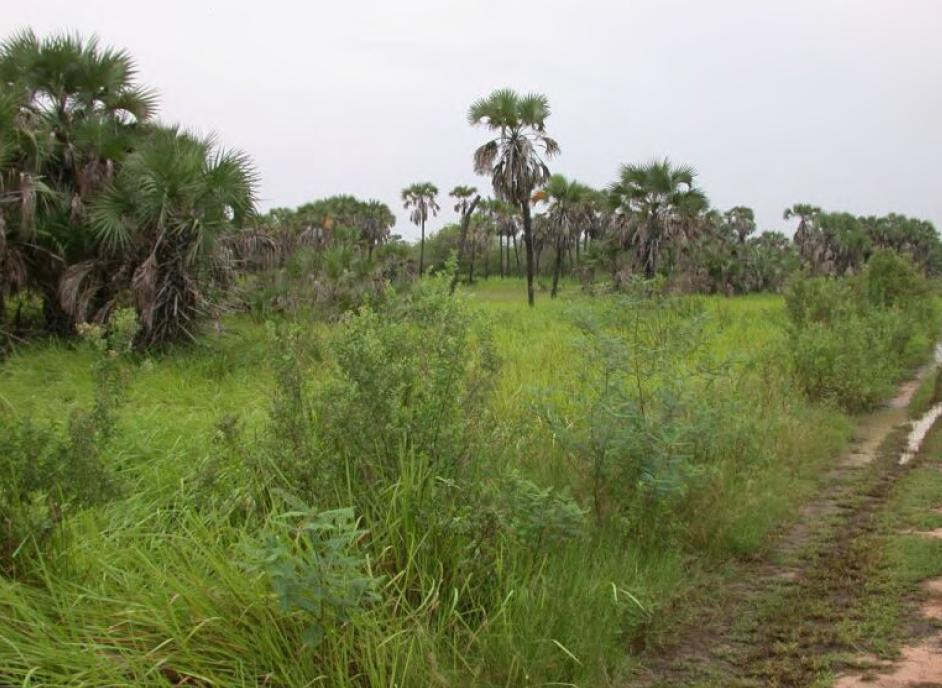
سافانا النخيل في جزيرة كواندا

جزيرة كواندا هي جزيرة تقع بالقرب من سويو، أنغولا عند مصب نهر الكونغو.
الغرض الرئيسي للجزيرة هو دعم مشاريع النفط والغاز لبلد أنغولا. بدأت العديد من مشاريع الغاز الطبيعي المسال في الجزيرة. كواندا لدا. هي المشغل لقاعدة كواندا التي تقدم الدعم اللوجستي لشركات النفط والغاز سواء البحرية أو البرية. تمتلك العديد من الشركات ذات الصلة بالنفط والغاز منشآت في الجزيرة.
- تكساكو
- Petromar
- Fina
- بي بي
- مجموعة سونانغول
- هاليبرتون
- بكتل

## روابط خارجية
- Fly over the island on YouTube